# AD Leonis
AD Leonis (GJ 388 / LHS 5167 / SAO 81292) es una estrella cercana al sistema solar situada a algo menos de 16 años luz de distancia. Es una enana roja de tipo espectral M3V cuyo brillo fluctúa entre magnitud aparente +8,07 y +11. Se encuentra en la constelación de Leo y no es visible a simple vista.
Con una luminosidad 277 veces inferior a la del Sol, tiene una temperatura efectiva de 3410 K.
Su radio equivale al 39 % del radio solar y su masa es tan solo el 42 % de la masa solar.
Su velocidad de rotación proyectada es de aproximadamente 3 km/s.
AD Leonis una estrella fulgurante, una de las más activas en el hemisferio norte y una de las más estudiadas. En muchos aspectos, las erupciones en AD Leonis se asemejan a las que tienen lugar en el Sol. Se ha observado que las propiedades de las emisiones de AD Leonis son notablemente similares entre sí, incluso en llamaradas cuya morfología evolutiva es muy diferente. Esto sugiere un mecanismo de calentamiento común y una estructura atmosférica que es independiente de la evolución individual de cada erupción.
Las vecinas más próximas a AD Leonis son también dos enanas rojas, GJ 1116, a 5,6 años luz, y Gliese 408, a 6,5 años luz.
Al estar visualmente a 5 minutos de arco de Algieba (γ Leonis), AD Leonis ha recibido el nombre de Gamma Leonis C, si bien no está gravitacionalmente unida al sistema estelar Algieba, el cual está 8 veces más alejado.